# Фальцгебель
Фальцгебель (від нім. Falzhobel) — рубанок для відбірки і зачистки фальців.

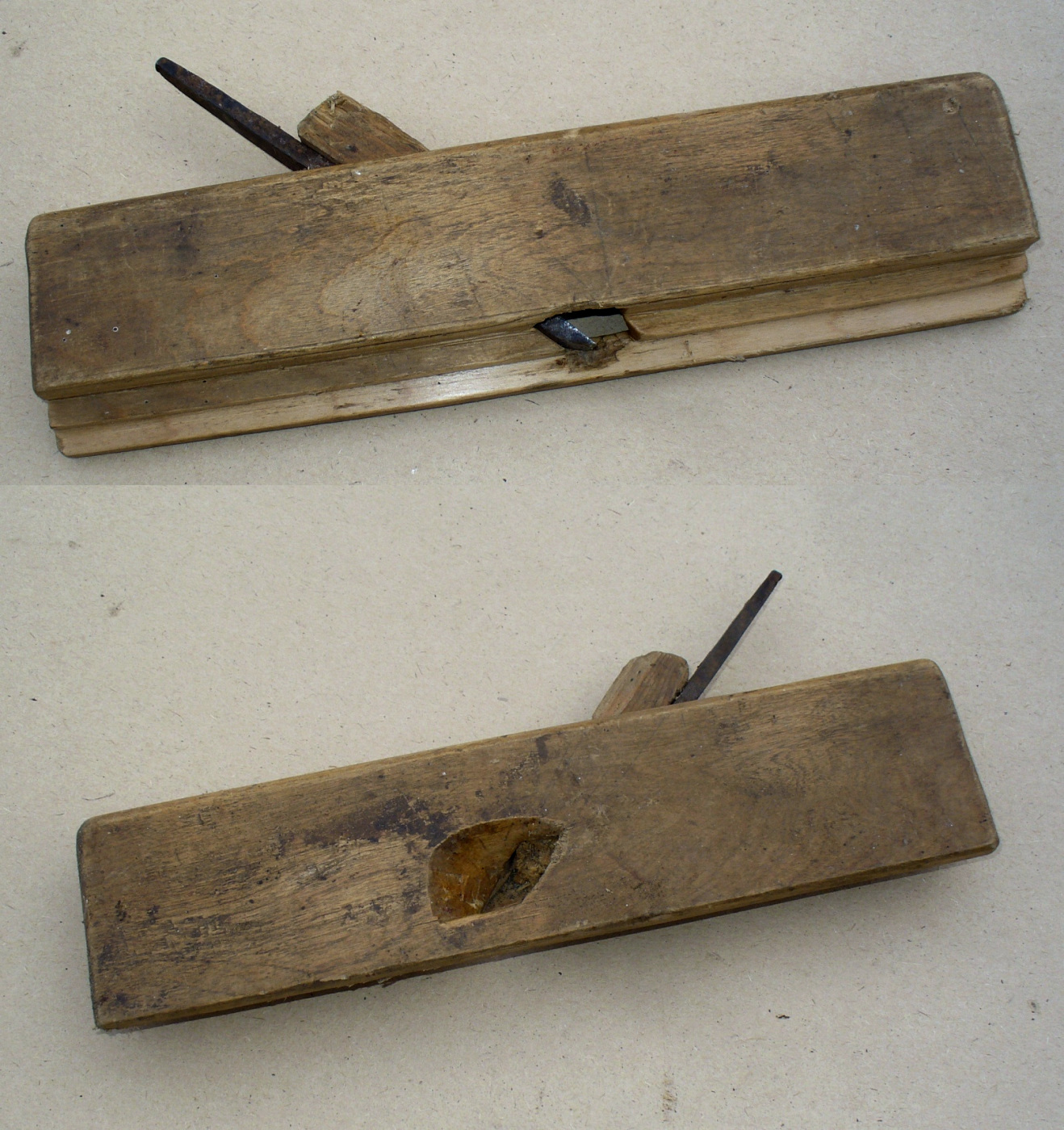
Фальцгебель (саморобний)

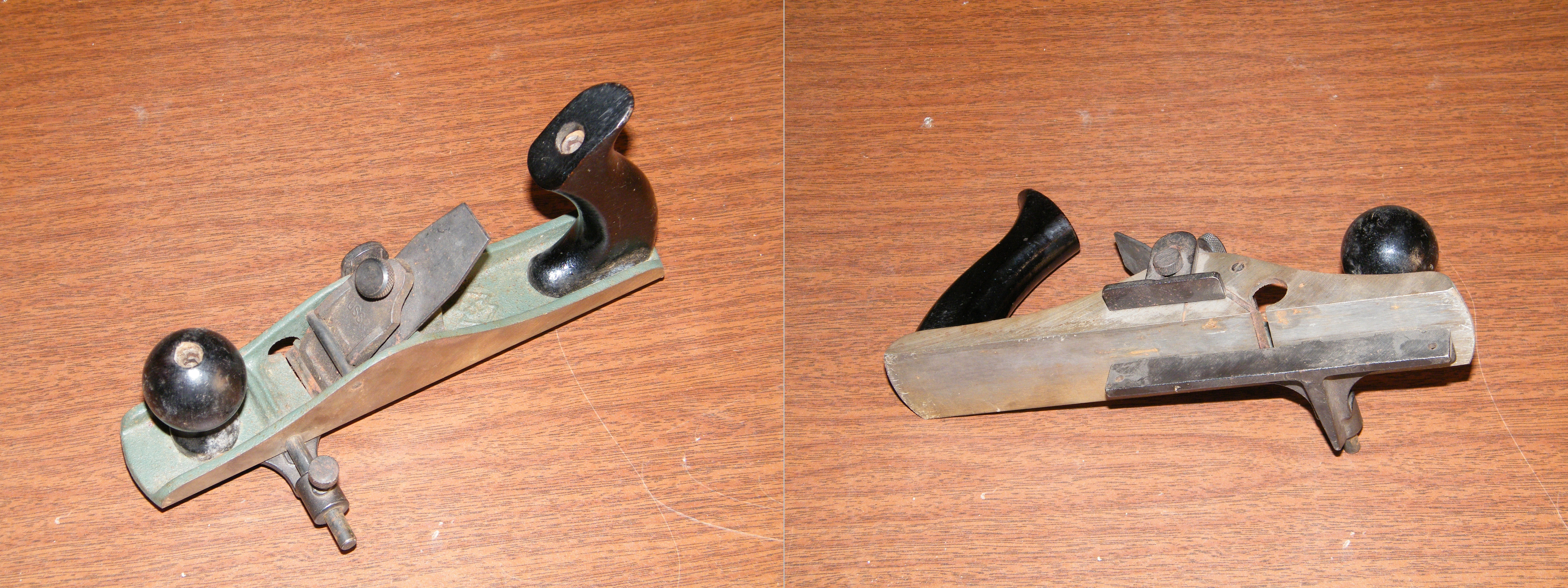
Металевий відбірник з можливістю регулювання

Колодка фальцгебеля має ступеневу підошву, що дає можливість відбирати фальці тільки одного розміру. Відрізняється від зензубеля ступінчастою підошвою і ширшою колодкою. Існують варіанти зі знімними ступінчастими підошвами, що дозволяє вибирати фальці різного розміру і профілю. Ножі фальцгебеля одинарні прямі або косі.
Стружка виходить через отвори на бічній поверхні колодки.
Універсальний фальцгебель дозволяє вибирати фальці різних розмірів, за рахунок того, що виступ на підошві замінений на пересувні металеві кутники. Залежно від необхідних розмірів кутники переставляються і закріплюються гвинтами. Для підрізання вертикальної стінки фальця можлива установка на бічну сторону колодки фальцгебеля додаткового різця, який кріпиться за допомогою хомута.
Фальцгебель і зензубель є інструментами для профільного стругання.